# Jettha Tissa I
Jettha Tissa I fou rei d'Anuradhapura (Sri Lanka) del 267 al 277. Era fill de Gothabhaya al que va succeir a la seva mort.
Gothabhaya mai fou molt estimats pels seus ministres i alguns ni tan sols volien anar a les cerimònies d'enterrament i quan finalment hi van anar el nou rei els va fer arrestar i els va fer empalar al costat de la pila funerària del seu pare. Havent estat testimoni d'aquest acte de ferocitat Sanghamitta, el seu preceptor, va considerar prudent fugir del país abans que tenir una sort similar. No obstant va continuar mantenint contacte amb el seu pupil preferit Mahasena (el germà de Jettha) esperant mantenir vives en aquest les doctrines herètiques wytulianes que hàbilment li havia estat inculcant i esperava fer triomfar si Mahasena esdevenia rei.
Jetthatissa va dedicar gran part de la seva atenció al desenvolupament agrícola del país i va construir sis tancs d'aigua un dels quals en un poble anomenat Eluoama i un altre a un poble de nom Alambagama. La construcció i reparació de edificis religiosos mo obstant no es va aturar; el gran palau Lova Maha Paya les obres del qual havien quedat inacabades pel seu pare, es va aixecar fins a set plantes amb un cost de 10.000.000 de massa; va construir una sala anomenada Mani, tres arcs de portal al arbre sagrat i un vihara a la muntanya Pannatissa.
Va morir al cap de dotze anys de regnat i el va succeir el seu germà Mahasena.